# Peter Hámor
Peter Hámor (* 18. září 1964) je slovenský horolezec původem z Popradu. V roce 2017 dokončil korunu Himálaje když zdolal všech čtrnáct osmitisícových vrcholů. S patnácti výstupy na čtrnáct osmitisícovek je nejúspěšnějším slovenským vysokohorským horolezcem.

## Horolezecké úspěchy
S vysokohorským lezením začal Hámor v roce 1986 v pohoří Pamír, když úspěšně vystoupil na Štít Korženěvské, a o dva roky později se neúspěšně pokoušel o Chan Tengri v pohoří Ťan-šan. Po sametové revoluci začal lézt v Alpách, kde v roce 1993 vystoupil severní stěnou na Matterhorn a o dva roky později rovněž severní stěnou na Eiger. Roku 1996 se neúspěšně pokoušel o svou první osmitisícovku Lhoce a v roce 1998 vystoupil na vrchol nejvyšší hory světa Mount Everestu s pomocí umělého kyslíku.
Mezi lety 2000 a 2003 vystoupil jako první Slovák na nejvyšší vrcholy všech kontinentů. Poté soustředil svou pozornost opět do Himálaje a Karákóramu. V roce 2006 zdolal tři osmitisícovky – Čo Oju, Annapurnu a Broad Peak. V případě Annapurny a Broad Peaku šlo navíc o první úspěšný slovenský výstup na vrchol. O rok později vystoupil spolu s Piotrem Morawskim a Dodemem Kopoldem na vrchol deváté nejvyšší hory světa Nanga Parbat, později se tato trojice pokoušela ještě o K2, kde dosáhli výšky 8000 metrů. V následujícím roce vylezli s Morawskim během dvou týdnů na vrchol Gašerbrumu I a Gašerbrumu II. Roku 2008 se chtěli s Morawskim pokoušet o Dhaulágirí a Manáslu, avšak na Dhaulágirí Morawski zahynul.
V roce 2010 vystoupil jako první člověk na světě podruhé na Annapurnu a o rok později dokázal zdolat i pátou nejvyšší horu světa Makalu. Roku 2012 dokázal během necelých 3 měsíců vystoupit na Kančendžengu a K2. Později, v roce 2014, zdolal Šiša-Pangmu a v roce 2016 Manaslu. V roce 2017 zdolal čtrnáctou osmitisícovku Dhaulágiri a stal se tak prvním Slovákem, který pokořil korunu Himálaje. Jeho spolulezcem na několika posledních vrcholech byl Rumun Horia Colibășanu.

## Úspěšné výstupy na osmitisícovky
- 1998 Mount Everest (8849 m n. m.)
- 2006 Čo Oju (8201 m n. m.)
- 2006 Annapurna (8091 m n. m.) – 1. slovenský výstup
- 2006 Broad Peak (8047 m n. m.) – 1. slovenský výstup
- 2007 Nanga Parbat (8125 m n. m.)
- 2008 Gašerbrum I (8068 m n. m.)
- 2008 Gašerbrum II (8035 m n. m.)
- 2010 Annapurna (8091 m n. m.)
- 2011 Makalu (8465 m n. m.)
- 2012 Kančendženga (8586 m n. m.)
- 2012 K2 (8611 m n. m.)
- 2013 Lhoce (8516 m n. m.)
- 2014 Šiša Pangma (8027 m n. m.)
- 2016 Manáslu (8163 m n. m.) na vrcholu 10. května bez kyslíku a nosičů s Rumunem Horia Colibășanu[1]
- 2017 Dhaulágirí (8167 m n. m.)[2]

## Nejvyšší vrcholy kontinentů (Koruna planety)
- 2000 Puncak Jaya (4884 m n. m.) – 1. slovenský výstup
- 2001 Denali (6190 m n. m.) – 2 výstupy 2 cestami, třetí výstup v roce 2005
- 2001 Kilimandžáro (5895 m n. m.)
- 2002 Aconcagua (6961 m n. m.) – 2 výstupy 2 cestami, třetí výstup v roce 2003
- 2002 Elbrus (5642 m n. m.)
- 2003 Vinson Massif (4892 m n. m.) – 1. slovenský výstup

## Další úspěšné výstupy
- 1986 Štít Korženěvské (7105 m n. m.)
- 1993 Matterhorn (4482 m n. m.)
- 1995 Eiger (3970 m n. m.)
- 2008 Ama Dablam (6856 m n. m.)